# Malostonski zaliv
Malostonski zaliv (hrvaško: Malostonski zaljev) je zaliv v Jadranskem morju, obdan s polotokom Pelješac in celino. Pripada Hrvaški. Ime se nanaša predvsem na najbolj notranji, vzhodni del zaliva, medtem ko se ime Mali Stonski kanal (hrvaško Malostonski kanal) uporablja za kanal med Klekom (polotok) in Pelješcem na zahodu. Kanal in polotok se nahajata v hrvaških in delno v teritorialnih vodah Bosne in Hercegovine.
Zaliv je dobil ime po vasi Mali Ston (blizu Stona). Njena najjužnejša točka je na obali polotoka Pelješac, meja pa približno severno od Hodilja. Kanal se od tam razteza do meje med rtom Blaca na Pelješcu in rtom Međed na obali, ki se nahaja južno od Komarne. Morje zahodno od kanala Mali Ston, v bližini vasi Neretve, se imenuje "Malo more", zahodneje pa je Neretvanski kanal. 
Zaliv je dolg 21 km (13 milj) in ima največjo širino 2,2 km (1,2 milj), globina pa je med 7 in 28 metri. Zaradi čiste vode je bil zaliv Mali Ston leta 1983 razglašen za poseben naravni rezervat. Pokriva območje 4821 ha, od črte Sreser-Duba proti vzhodu. Hrvaško kmetijsko ministrstvo meni, da je ta večja vodna površina skupna površina zaliva za ureditev marikulture z dolžino 28 km, največjo širino 6,1 km, globina pa med 20 in 29 metri.
Del zaliva, poimenovan Neumski zaliv, je odsek na severozahodu zaliva blizu Neuma v Bosni in Hercegovini in predstavlja tudi edino obalo omenjene države. Morska meja med njima je po skupnih standardih za teritorialne vode enako oddaljena meja med polotokom Pelješac na Hrvaškem na jugozahodu in polotokom Klek v Bosni in Hercegovini na severovzhodu. 
Lokacija Pelješkega mostu je na skrajnem zahodu kanala.
Podnebje na tem območju je sredozemsko, za katerega so značilne blage zime in vroča poletja, pri čemer je v deževnih obdobjih trikrat več dežja kot v poletnih mesecih, med katerimi povprečna količina padavin ne presega 40 mm. Povprečna letna količina padavin je 1316 mm (51,8). Prevladujoči vetrovi prihajajo s severa, severovzhoda in severozahoda. Povprečna temperatura morja (kot jo opazimo v Neumu) se giblje od 13 ° C (55 ° F) januarja do 28 ° C (82 ° F) julija in avgusta. 
Zaliv je pod občasnim vplivom sladke vode iz reke Neretve, ki je seveda bolj izrazita v zunanjih in osrednjih delih ter v sezoni visokega izliva in/ali močnega zahodnega vetra. Prevladujoč vpliv pa imajo številni podmorski izviri sladke vode z okoliške obale. Glede na koncentracijo v hranilnih soli in količino fitoplanktona lahko zaliv označimo kot naravno rahlo evtrofni sistem.
Zaliv je največji morski kanal za gojenje ostrig na Jadranskem morju. Školjke so tudi del marikulture. Ugodni hidrološki pogoji za gojenje školjk so bili priznani že v starih časih: na tem območju so našli ostanke gojenja ostrig iz rimskega cesarstva; prvi pisni dokumenti o nabiranju ostrig so iz 16. stoletja in tisti, ki se nanašajo na kulturo školjk iz 17., zapisano v Dubrovniški republiki.
V osemdesetih letih je bila v zalivu povprečno pridelana do dva milijona ostrig in 3.000 ton školjk, kar je predstavljalo 60% hrvaške proizvodnje ostrig. Objekti so bili med hrvaško vojno za neodvisnost hudo poškodovani.